# Movistar Team/Saison 2015
Diese Liste beschreibt die Mannschaft und die Erfolge des Radsportteams Movistar Team in der Saison 2015.

## Saison 2015

### Erfolge in der UCI WorldTour
In den Rennen der Saison 2015 der UCI WorldTour gelangen die nachstehenden Erfolge.
| Datum        | Rennen                            | Sieger             |
| ------------ | --------------------------------- | ------------------ |
| 21. Januar   | 2. Etappe Tour Down Under         | Juan José Lobato   |
| 11. März     | 1. Etappe Tirreno–Adriatico (EZF) | Adriano Malori     |
| 15. März     | 5. Etappe Tirreno–Adriatico       | Nairo Quintana     |
| 11.–17. März | Gesamtwertung Tirreno–Adriatico   | Nairo Quintana     |
| 24. März     | 2. Etappe Volta a Catalunya       | Alejandro Valverde |
| 27. März     | 5. Etappe Volta a Catalunya       | Alejandro Valverde |
| 29. März     | 7. Etappe Volta a Catalunya       | Alejandro Valverde |
| 22. April    | La Flèche Wallonne                | Alejandro Valverde |
| 26. April    | Lüttich–Bastogne–Lüttich          | Alejandro Valverde |
| 16. Mai      | 8. Etappe Giro d’Italia           | Beñat Intxausti    |
| 2.–8. August | Gesamtwertung Polen-Rundfahrt     | Jon Izaguirre      |
| 25. August   | 4. Etappe Vuelta a España         | Alejandro Valverde |

### Erfolge in der UCI America Tour
In den Rennen der Saison 2015 der UCI America Tour gelangen die nachstehenden Erfolge.
| Datum      | Rennen                           | Kat. | Fahrer         |
| ---------- | -------------------------------- | ---- | -------------- |
| 23. Januar | 5. Etappe Tour de San Luis (EZF) | 2.1  | Adriano Malori |

### Erfolge in der UCI Asia Tour
In den Rennen der Saison 2015 der UCI Asia Tour gelangen die nachstehenden Erfolge.
| Datum      | Rennen                  | Kat. | Fahrer             |
| ---------- | ----------------------- | ---- | ------------------ |
| 8. Februar | 1. Etappe Tour of Qatar | 2.HC | José Joaquín Rojas |

### Erfolge in der UCI Europe Tour
In den Rennen der Saison 2015 der UCI Europe Tour gelangen die nachstehenden Erfolge.
| Datum       | Rennen                                        | Kat. | Fahrer               |
| ----------- | --------------------------------------------- | ---- | -------------------- |
| 31. Januar  | Trofeo Serra de Tramuntana                    | 1.1  | Alejandro Valverde   |
| 18. Februar | 1b. Etappe Vuelta a Andalucía (EZF)           | 2.1  | Javier Moreno        |
| 19. Februar | 2. Etappe Vuelta a Andalucía                  | 2.1  | Juan José Lobato     |
| 22. Februar | 5. Etappe Vuelta a Andalucía                  | 2.1  | Juan José Lobato     |
| 8. April    | 2b. Etappe Circuit Cycliste Sarthe            | 2.1  | Adriano Malori       |
| 11. April   | Klasika Primavera                             | 1.1  | José Herrada         |
| 2. Mai      | 1. Etappe Vuelta a Asturias                   | 2.1  | Igor Antón           |
| 3. Mai      | 2. Etappe Vuelta a Asturias                   | 2.1  | Jesús Herrada        |
| 2.–3. Mai   | Gesamtwertung Vuelta a Asturias               | 2.1  | Igor Antón           |
| 16. Mai     | 4. Etappe Bayern-Rundfahrt (EZF)              | 2.HC | Alex Dowsett         |
| 13.–17. Mai | Gesamtwertung Bayern-Rundfahrt                | 2.HC | Alex Dowsett         |
| 24. Juni    | Italienische Meisterschaft – Einzelzeitfahren | CN   | Adriano Malori       |
| 25. Juni    | Britische Meisterschaft – Einzelzeitfahren    | CN   | Alex Dowsett         |
| 26. Juni    | Spanische Meisterschaft – Einzelzeitfahren    | CN   | Jonathan Castroviejo |
| 28. Juni    | Spanische Meisterschaft – Straßenrennen       | CN   | Alejandro Valverde   |
| 19. August  | 2. Etappe Tour du Limousin                    | 2.1  | Jesús Herrada        |
| 27. August  | 4. Etappe Tour du Poitou Charentes (EZF)      | 2.1  | Adriano Malori       |

### Zugänge – Abgänge
| Zugänge         | Team 2014              | Abgänge             | Team 2015             |
| --------------- | ---------------------- | ------------------- | --------------------- |
| Winner Anacona  | Lampre-Merida          | Rubén Plaza         | Lampre-Merida         |
| Rory Sutherland | Tinkoff-Saxo           | Sylwester Szmyd     | CCC Sprandi Polkowice |
| Rubén Fernández | Caja Rural-Seguros RGA | José Iván Gutiérrez | Karriereende          |
| Marc Soler      | Neoprofi               |                     |                       |

### Mannschaft
| Name                   | Geburtstag         | Nationalität           |
| ---------------------- | ------------------ | ---------------------- |
| Andrey Amador          | 29. August 1986    | Costa Rica             |
| Winner Anacona         | 11. August 1988    | Kolumbien              |
| Igor Antón             | 2. März 1983       | Spanien                |
| Eros Capecchi          | 13. Juni 1986      | Italien                |
| Jónathan Castroviejo   | 27. April 1987     | Spanien                |
| Alex Dowsett           | 3. Oktober 1988    | Vereinigtes Königreich |
| Imanol Erviti          | 15. November 1983  | Spanien                |
| Rubén Fernández        | 1. März 1991       | Spanien                |
| John Gadret            | 22. April 1979     | Frankreich             |
| Jesús Herrada          | 26. Juli 1990      | Spanien                |
| José Herrada           | 1. Oktober 1985    | Spanien                |
| Beñat Intxausti        | 20. März 1986      | Spanien                |
| Gorka Izagirre         | 7. Oktober 1987    | Spanien                |
| Jon Izaguirre          | 4. Februar 1989    | Spanien                |
| Pablo Lastras          | 20. Januar 1976    | Spanien                |
| Juan José Lobato       | 29. Dezember 1988  | Spanien                |
| Adriano Malori         | 28. Januar 1988    | Italien                |
| Javier Moreno          | 18. Juli 1984      | Spanien                |
| Dayer Quintana         | 10. August 1992    | Kolumbien              |
| Nairo Quintana         | 4. Februar 1990    | Kolumbien              |
| José Joaquín Rojas     | 2. Juni 1985       | Spanien                |
| Enrique Sanz           | 11. September 1989 | Spanien                |
| Marc Soler             | 22. November 1993  | Spanien                |
| Rory Sutherland        | 8. Februar 1982    | Australien             |
| Jasha Sütterlin        | 4. November 1992   | Deutschland            |
| Alejandro Valverde     | 25. April 1980     | Spanien                |
| Francisco José Ventoso | 6. Mai 1982        | Spanien                |
| Giovanni Visconti      | 13. Januar 1983    | Italien                |